# دیپلم-ایز

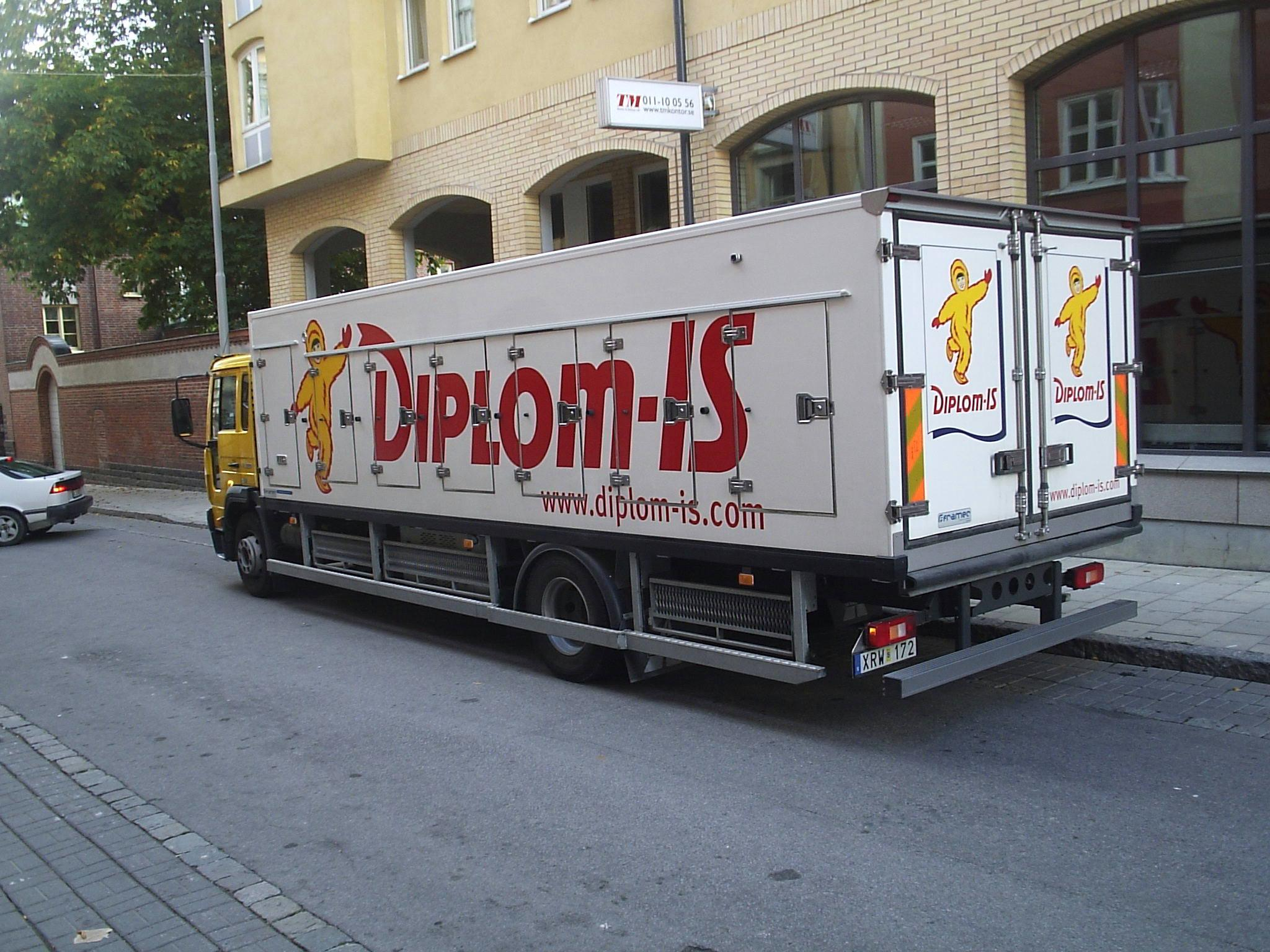
دیپلم-ایز

دیپلم-ایز (انگلیسی: Diplom-Is) شرکت صنایع غذایی نروژی است، که در سال ۱۹۳۰ تأسیس شد.